# Avlo
Avlo est un service de train à grande vitesse low cost lancé en 2020 par la Renfe entre les villes de Madrid, Saragosse et Barcelone.

## Histoire

### Origine projet EVA
En Espagne, le 6 février 2018, le ministre des travaux publics annonce, la création en 2018 du service « EVA » sur la LGV Madrid-Barcelone-Figueras. L'objectif est de proposer un service moins cher, pour l'ouvrir à une population plus jeune, sur le parcours entre Madrid et un nouvel arrêt à El Prat de Llobregat, près de l'aéroport de Barcelone. Le prix du billet, sur cinq aller-retour quotidiens, est prévu 25% moins cher que celui de l'actuel service AVE entre les deux mêmes villes.
L'organisation du service EVA prend du retard, il n'ouvre que le 6 avril 2020. Un mois après sa création, la pandémie de COVID-19 provoque son arrêt pour une période indéterminée.

### Projet avlo
Le 23 juin 2021, le service low cost renommée « avlo » reprend sur les parcours Madrid, Barcelone et Figueres. Les prix des billets promotionnels débutent à 5 €. Les services Avlo entre Madrid et Valence sont prévus à partir du 21 février 2022,.

## Rames et livrée
Les trains du service Avlo sont des Renfe série S-102 opérant anciennement pour le service AVE de la Renfe et peint en bleu et en orange sur fond violet.

Service Avlo
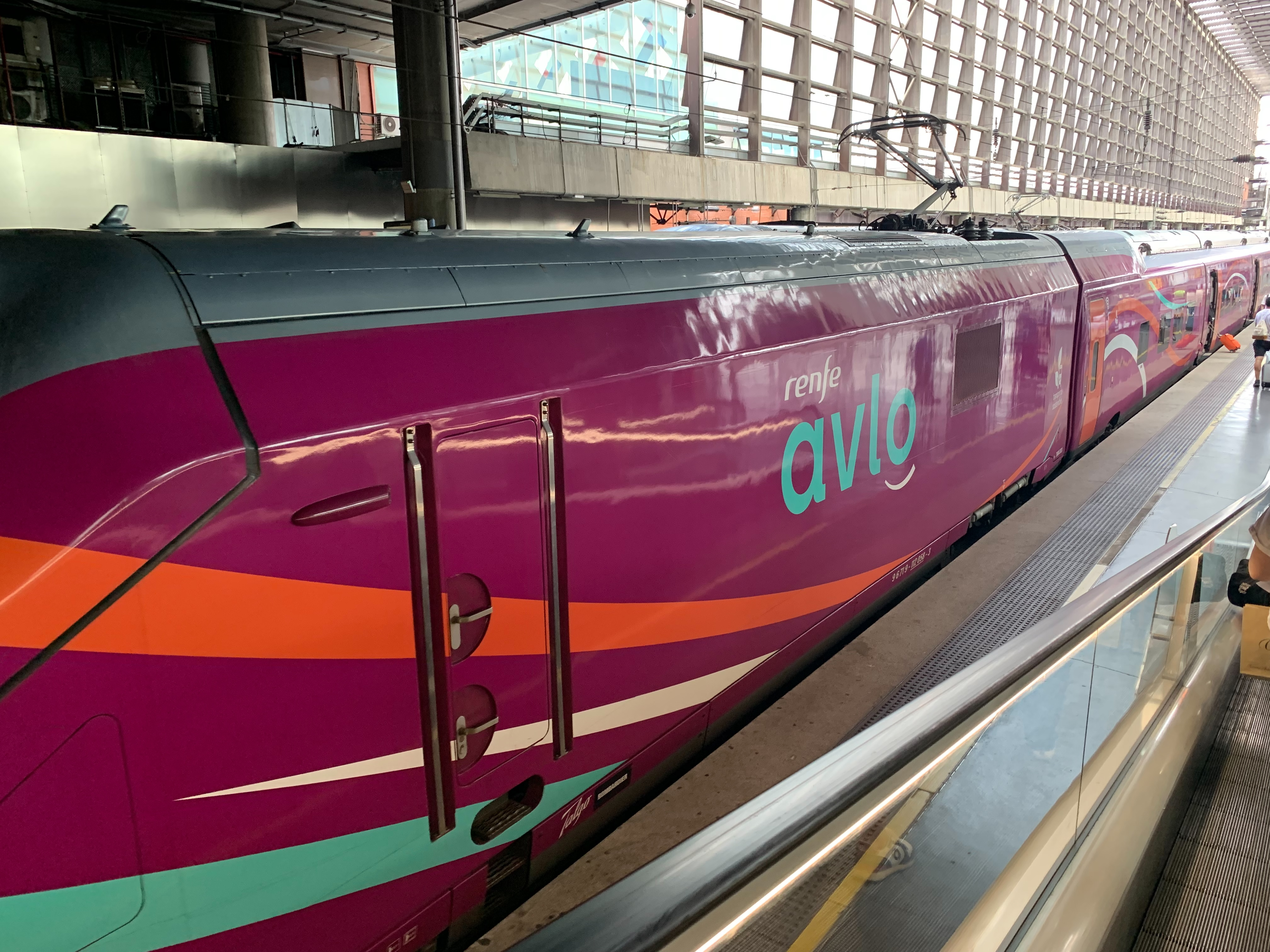
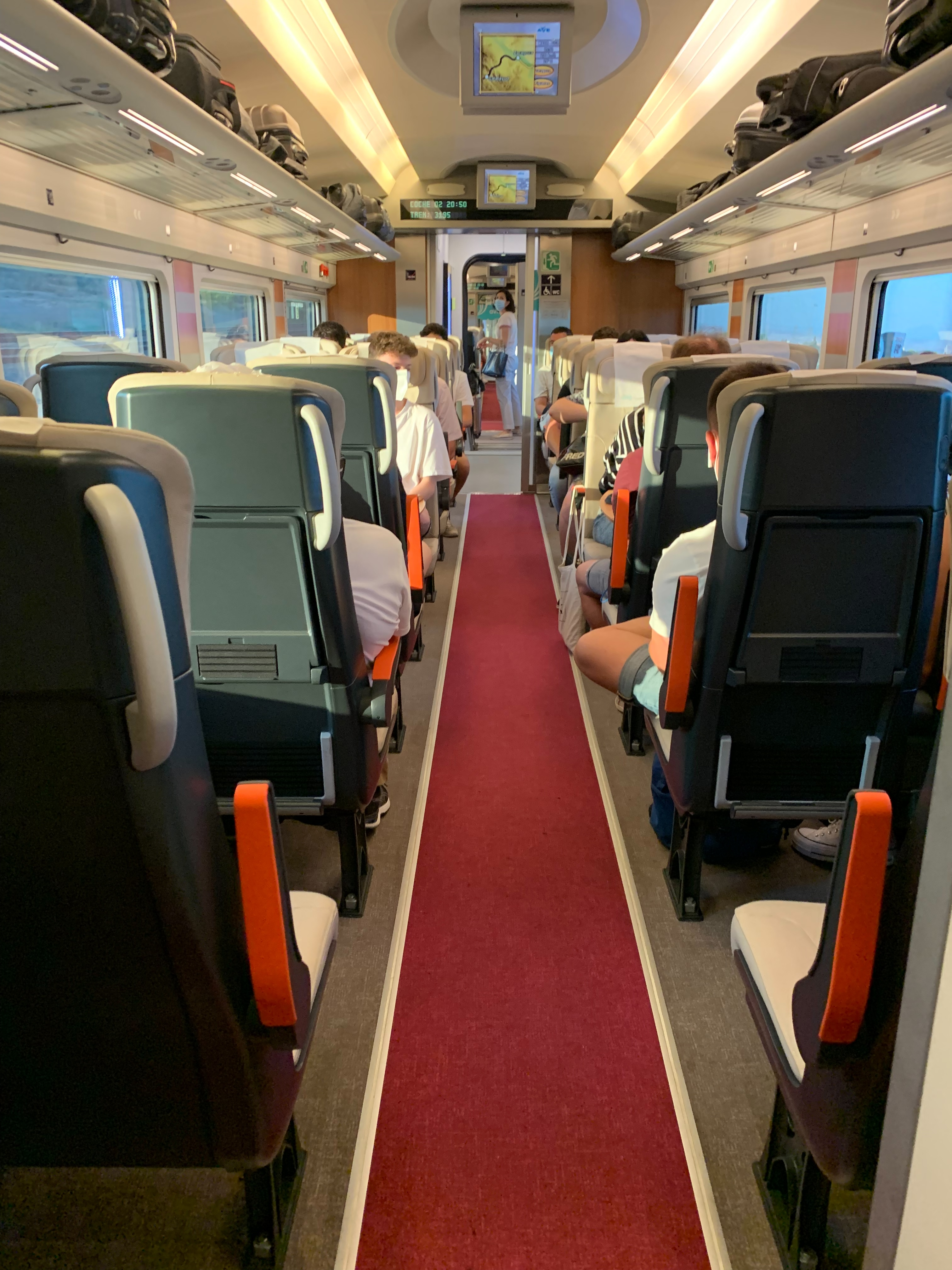
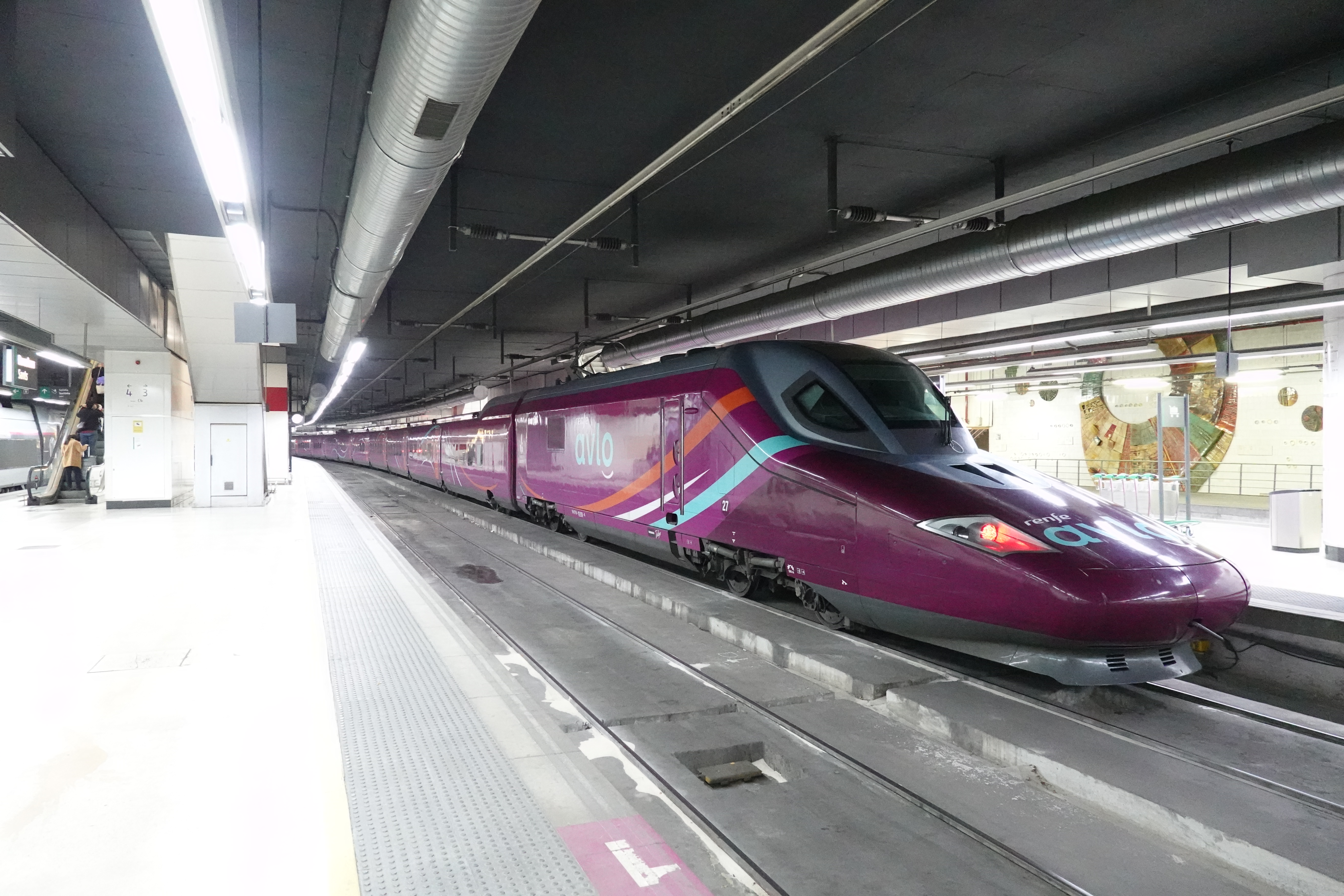